# Ficedula harterti
Ficedula harterti là một loài chim trong họ Muscicapidae.